# Sphyrna lewini
El tiburón martillo común, pez martillo común, cornuda negra o cornuda común (Sphyrna lewini) es una especie de tiburón de la familia Sphyrnidae, orden Carcharhiniformes. Como todas las especies de esta familia, se reconoce fácilmente por su cabeza muy aplanada con los ojos hacia un lado.
Según la UICN (The IUCN Red List of Threatened Species), el estado de conservación internacional de esta especie es En Peligro Crítico.

## Morfología
El tiburón martillo común es una especie de tamaño relativamente grande que habita en aguas costeras y semioceánicas. Alcanza una talla máxima cercana a los 400 cm de longitud, mientras que su talla de nacimiento está entre 38 y 56 cm, y la talla de madurez sexual alrededor de 150 cm en los machos y 220 cm en las hembras. Tiene la cabeza en forma de martillo, de ahí se deriva su nombre. Es de color pardo grisáceo en el dorso y blanco en la parte ventral. Exhibe una hendidura poco profunda en el borde central de la cabeza. Presenta dientes pequeños, triangulares, oblicuos y suavemente aserrados. La aleta dorsal es moderadamente alta. La aleta caudal es heterocerca, siendo la parte inferior más corta que la superior.  

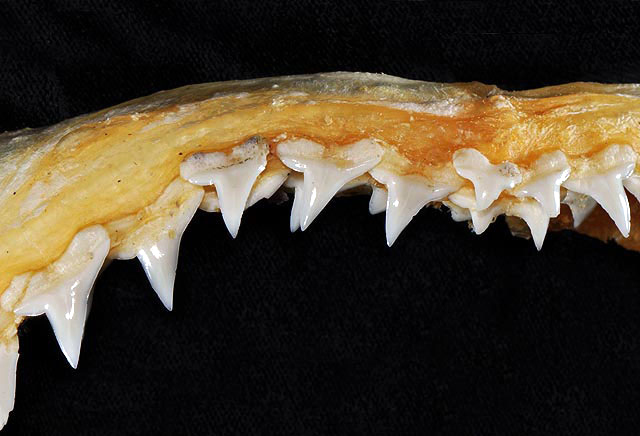
Dentadura superior
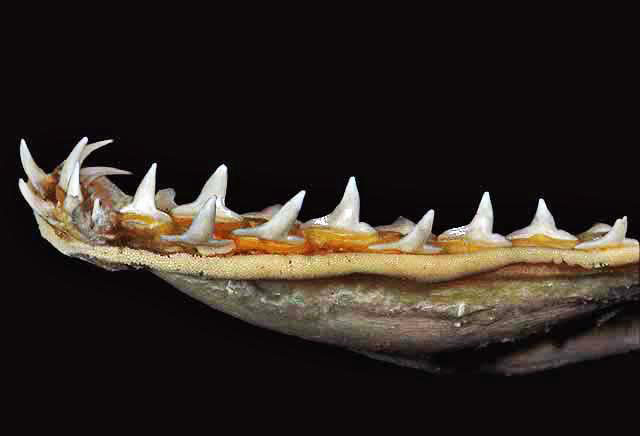
Dentadura inferior
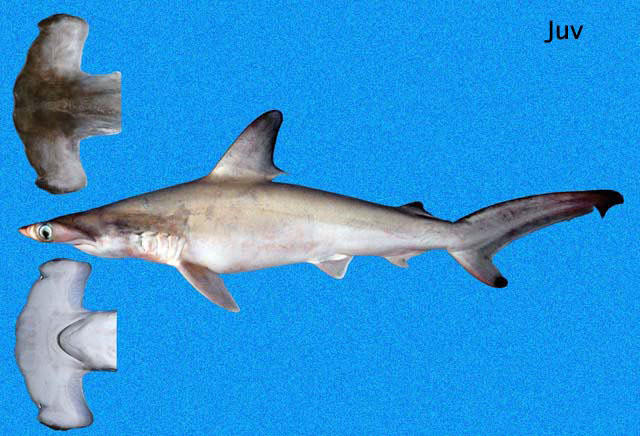
Juvenil
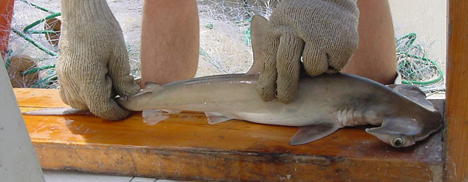
Juvenil
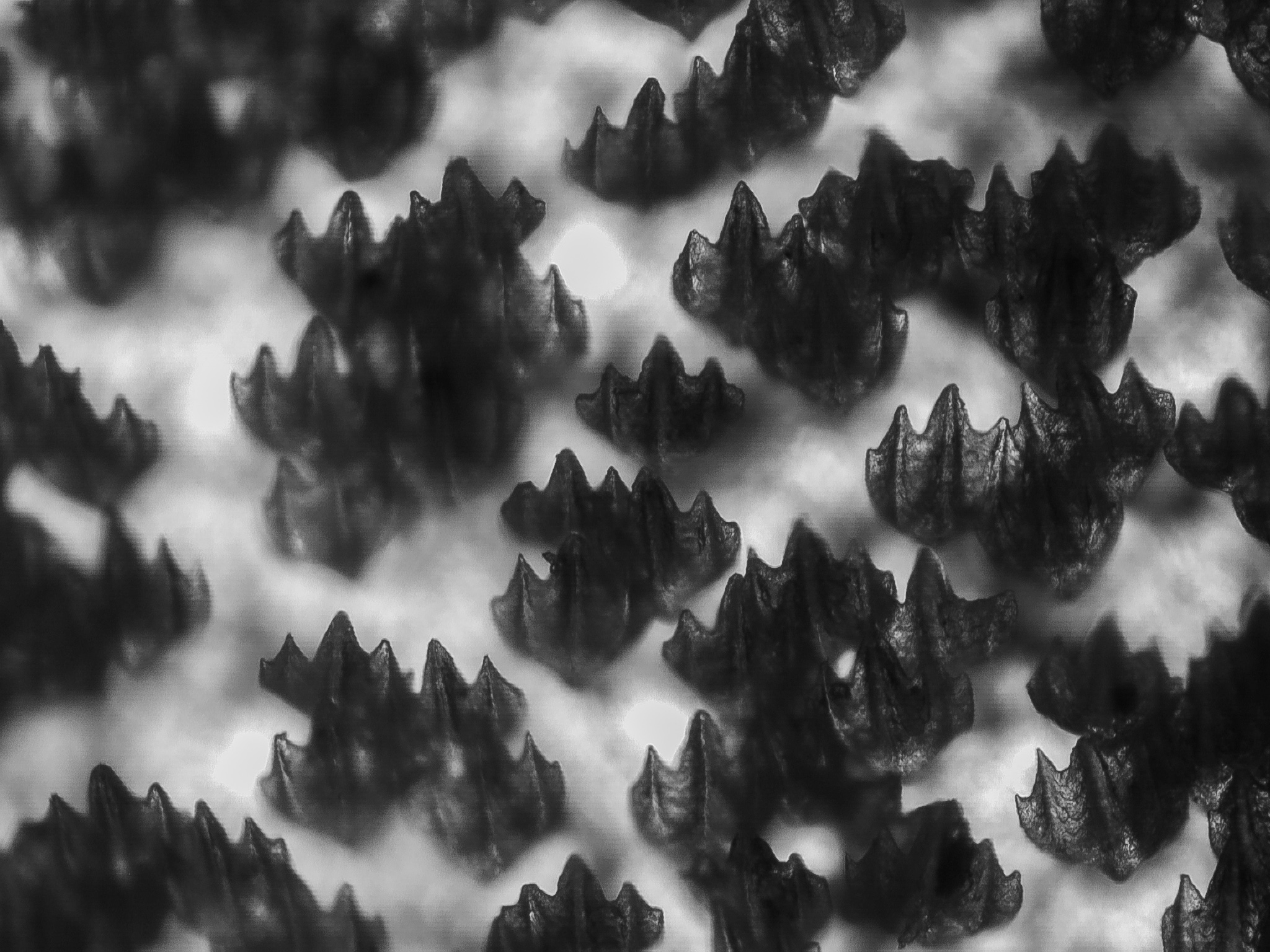
Dentículos dérmicos de un ejemplar del Golfo San Matías, Argentina

## Distribución
Esta especie circuntropical se encuentra en todos los mares tropicales y templados cálidos del mundo.
En el Atlántico occidental, este tiburón se encuentra desde Nueva Jersey (Estados Unidos) hasta el sur de Brasil, incluyendo el Golfo de México y el Mar Caribe. En el Atlántico oriental, su área de distribución se extiende desde el mar Mediterráneo hasta Namibia. Se sabe que aparece, aunque raramente, en la costa mediterránea. En el océano Indopacífico, su área de distribución incluye Sudáfrica y el mar Rojo, todo el océano Índico y se extiende desde Japón hasta Nueva Caledonia, Hawái (EE. UU.) y Tahití. Sphyrna lewini se encuentra en el Pacífico oriental, desde la costa sur de California (EE. UU.) hasta Ecuador, y tan al sur como Perú.

## Reproducción
La especie es vivípara. El ciclo reproductivo es largo con una duración media de 2 años; la tasa de reproducción de esta especie es baja (estratega de la K). Durante varios meses, las hembras almacenan el semen de su pareja en sus glándulas nidamentales para autofecundarse; las hembras más viejas son las más fértiles. La gestación dura de 9 a 11 meses, tras los cuales las hembras se trasladan a los bajíos costeros para dar a luz alrededor de treinta crías. Los juveniles miden entre 40 y 55 cm y se crían en viveros a lo largo de la costa para evitar la depredación de tiburones más grandes. Su piel se oscurece para protegerlos del sol. Los machos alcanzan la madurez sexual entre 1,4 y 1,6 m (alrededor de los 17 años), mientras que las hembras llegan a los 2 m o más. Las hembras suelen llevar cicatrices de mordeduras infligidas por sus parejas durante la reproducción.
Los tiburones martillo comunes son los únicos tiburones martillo de gran tamaño cuyas zonas de cría han sido bien descritas. Los estudios han documentado la presencia de adultos en zonas de cría costeras. Se calcula que cada año nacen cerca de 8.000 ejemplares en la zona de cría bien estudiada de la bahía de Kāne'ohe, Ō'ahu, Hawái. Recientemente, se descubrió una zona de cría para esta especie en el estuario de un río en Fiyi.

## Biotopo
El tiburón martillo común suele vivir a profundidades de entre 0 y 275 m(aunque se filmó un individuo cebado a profundidades de 980 m).
Abunda en aguas costeras, pero también es pelágico cerca de los lechos de arrecifes de coral. También puede encontrarse en las desembocaduras de ríos y estuarios, y en aguas salobres.

## Amenazas y Conservación

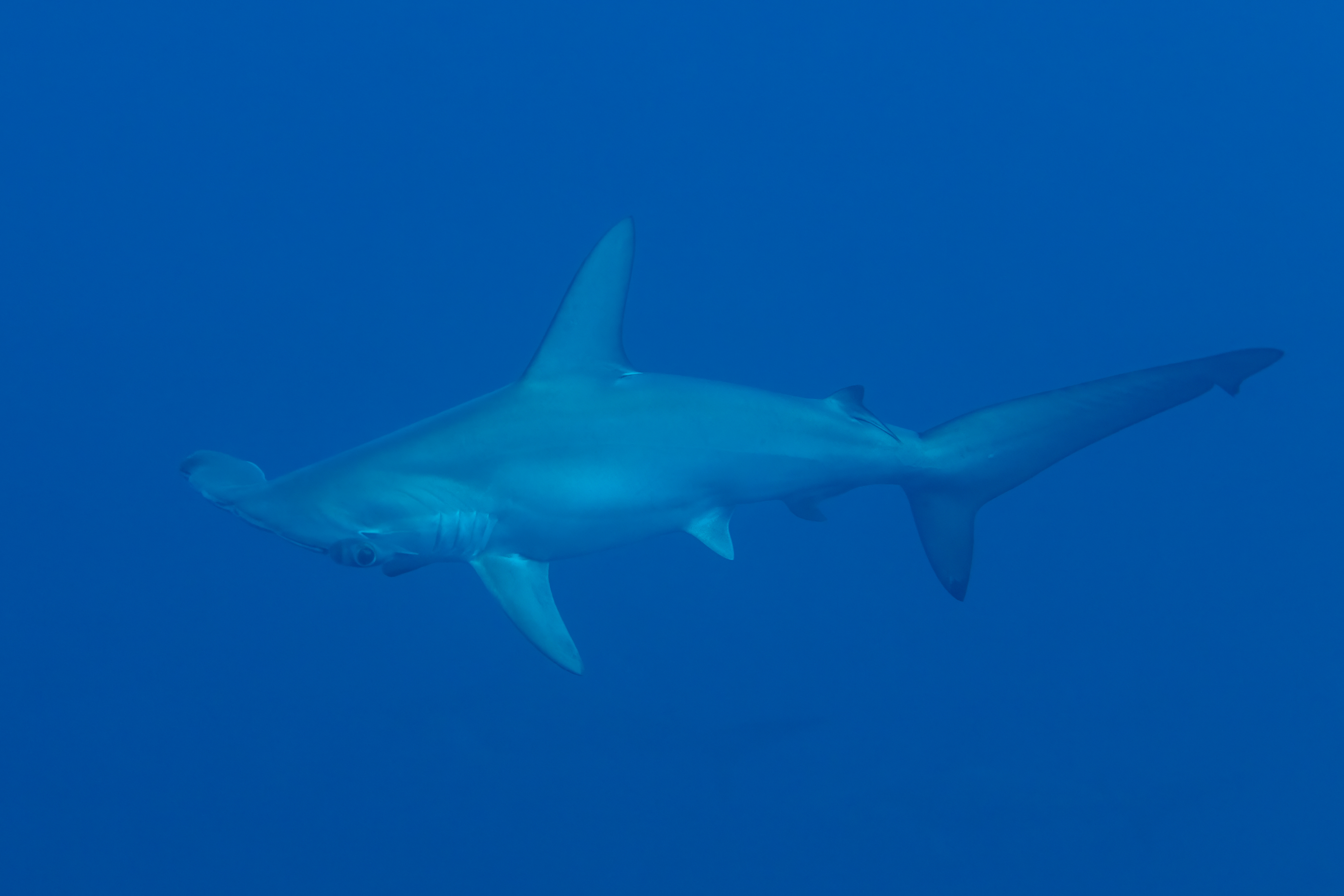
Tiburón martillo en las costas de Baja California (México).

#### Global
Víctima (a veces colateral) de la sobrepesca, el tiburón martillo común ha visto disminuir su población en más de un 80% en 72 años.
El animal es apreciado por sus aletas, que los asiáticos comen como sopa. Muchos ejemplares son devueltos al agua tras ser despellejados. Comer la carne de Sphyrna lewini puede provocar una intoxicación grave (ictiosisarcotoxismo). Se han registrado y estudiado varios casos a lo largo de la costa de Madagascar. También se han registrado altas concentraciones de mercurio y metales pesados, lo que hace que el tiburón martillo común no sea apto para el consumo.
La captura excesiva de ejemplares que no han alcanzado la madurez sexual, el deterioro de las zonas costeras (lagunas y estuarios) que constituyen los hábitats esenciales de la especie (áreas de criadero, reproducción y alimentación) y la inexistencia de regulaciones pesqueras que controlen su explotación por parte de las flotas artesanales constituyen sus amenazas centrales.
Desde el 14 de marzo de 2013, Sphyrna lewini figura en el Apéndice II de la CITES (Convención sobre el Comercio Internacional de Especies Amenazadas de Fauna y Flora Silvestres), tras su ratificación por la asamblea plenaria de la 16ª conferencia celebrada en Bangkok (especies que, aunque no estén necesariamente amenazadas de extinción en la actualidad, podrían llegar a estarlo si no se controla estrechamente el comercio de sus especímenes).

#### América del Súr
En Costa Rica, la organización no gubernamental Misión Tiburón ha llevado a cabo una investigación utilizando métodos convencionales y acústicos para marcar tiburones. Gracias a estos esfuerzos, en mayo de 2018 el gobierno de Costa Rica designó los humedales del Golfo Dulce como un santuario para el tiburón martillo, creando una zona de "no captura" de 4000 hectáreas. Esta es la primera área protegida para tiburones en el país. Además, Costa Rica ha prohibido la matanza de tiburones en respuesta a una petición del tribunal constitucional para proteger a los tiburones del género Sphyrnidae. El cercenamiento de aletas de tiburón ha sido un problema persistente en el país, agravado por la pesca ilegal de grandes embarcaciones asiáticas, que también compran las aletas a pescadores artesanales y minoristas locales. Greenpeace ha colaborado en abordar este problema.
En Venezuela, al igual que todas las especies de la familia Sphyrnidae, la captura, transporte y comercio del tiburón martillo están prohibidos en las operaciones pesqueras realizadas por embarcaciones industriales nacionales. Fue incluida recientemente en el Apéndice II de la Convención sobre el comercio internacional de especies amenazadas de fauna y flora silvestres debido a la actual vulnerabilidad de sus poblaciones. Por otra parte, se recomienda el establecimiento de un tamaño mínimo de captura (basado en la talla de madurez sexual) a ser aplicado en las operaciones de la pesquería artesanal de tiburones.

## Comportamiento
Algunas poblaciones son sedentarias, mientras que otras son migratorias. 
Los tiburones martillo comunes forman enormes bancos muy unidos. Estas concentraciones no parecen obedecer a motivos alimentarios; aunque su función es parcialmente desconocida, puede estar relacionada con el apareamiento y la protección de las crías. También existe un comportamiento social complejo, con una marcada jerarquía. Los individuos dominantes ocupan una posición central dentro del grupo. Una amplia gama de comportamientos, como abrir la boca, tocar a otros individuos con la cabeza y nadar rápidamente mientras sacuden la cabeza, indican la existencia de un modo de comunicación.
Durante el día, estos tiburones pueden llegar a arrecifes poco profundos para que les limpien la piel de parásitos. 
Un equipo estadounidense dirigido por Michelle McComb sometió a los tiburones martillo a diversas pruebas para medir el campo visual de cada ojo. Los tiburones martillo tienen un campo visual de 182°. Su visión estereoscópica es excelente y, por tanto, evalúan muy bien las distancias: cuanto más ancha es la cabeza, mayor es la zona de superposición. Incluso pueden ver por encima y por debajo al mismo tiempo.
Este tiburón sólo se vuelve agresivo con los humanos en presencia de un estímulo alimenticio.